# Niandra LaDes and Usually Just a T-Shirt
Niandra LaDes and Usually Just a T-Shirt is het eerste solo-album van John Frusciante, uitgebracht in 1994 op het American Recordings label van Rick Rubin. Het is een lo-fi-album dat werd opgenomen met een four-trackrecorder. Hoewel het album maar 45.000 keer verkocht was toen Frusciante het in 1998 uit de handel haalde, is het album toch beroemd in het stream of consciousness-genre. In 1999 werd het opnieuw uitgegeven door American Recordings.

## Achtergrond
John Frusciante verving in 1988 de overleden Hillel Slovak als gitarist in de Red Hot Chili Peppers, toen hij achttien jaar oud was. Hij bracht met de groep een jaar later, in 1989, het album Mother's Milk uit. De opvolger daarvan, Blood Sugar Sex Magik, werd in 1991 opgenomen in een leegstaand huis waarin de band woonde tijdens de opnamen. Als Frusciante niet met de rest van de band aan het opnemen was, schilderde hij, luisterde hij naar muziek en nam hij de muziek op, die (behalve het nummer Running Away Into You) de eerste helft van het album Niandra LaDes and Usually Just a T-Shirt zou vormen. Blood Sugar Sex Magik werd op 21 september 1991 uitgebracht en was gelijk een succes. Al snel na de uitgave van het album begon John Frusciante een hekel te krijgen aan de nieuwe populariteit die de band had gekregen. Hij had het succes van het album niet verwacht en wilde dat de band nog in kleine nachtclubs zou spelen waar ze speelden voor de uitgave van het album. Tijdens de tournee van het album begon Frusciante veel heroïne en cocaïne te gebruiken om om te gaan met zijn depressie. Zijn relatie met zanger Anthony Kiedis en ook de rest van de band begon te verslechteren. Tijdens het Japanse deel van hun wereldtournee in 1992 stapte hij onverwachts uit de band.

## Opname
Nadat hij uit de band was gestapt ging hij door met het schrijven en opnemen van muziek, hoewel hij nooit had overwogen om het materiaal uit te brengen. Dit was totdat zijn vrienden hem begonnen aan te moedigen om een album uit te brengen. Frusciante begon het materiaal dat hij had geschreven sinds het vertrek bij de Chili Peppers thuis op te nemen en te produceren in het midden van 1992. Maar door zijn verslavingen aan cocaïne en heroïne ging dit niet erg snel. Het tweede gedeelte van het album, Usually Just a T-Shirt, werd opgenomen in de volgorde waarin de nummers op het album staan. Tegen het einde van de opnamen voor het album begon zijn drugsgebruik extremer te worden, tegen het einde van 1993.
In 1994 deed hij een interview, een van de weinige tijdens zijn verslaving, met Bram van Splunteren van de VPRO. In dit interview vertelde hij dat hij het album opnam om "interessante muziek" te creëren. Ook vertelde hij dat het album grotendeels op drugs gebaseerd was. Hij gebruikte vooral veel drugs om met de depressie om te gaan die hij had opgelopen na het verlaten van de Chili Peppers. Een aantal nummers op het album gaat over zijn haat jegens het succes van de band, waaronder het albums elfde nummer, Blood on my Neck from Succes. Elk nummer op het album is geschreven door Frusciante, behalve de cover van het nummer Big Takeover (originele titel: Big Take Over) van de hardcore punkband Bad Brains. Het nummer is veel langzamer en melodischer dan de originele versie, het bevat ook geen drums. River Phoenix, een vriend van Frusciante, had bijgedragen aan twee nummers, Height Down en Well Ive Been, die uiteindelijk niet op het album kwamen omdat Phoenix' familie na zijn overlijden hierom vroeg. Uiteindelijk belandden deze nummers op Frusciantes tweede solo-album, Smile from the Streets You Hold.
Niandra LaDes and Usually Just a T-Shirt is een avant-gardealbum met psychedelische invloeden. De teksten zijn vaak scriptisch en hebben stream of consciousness-invloeden. Het album bevat veel psychedelische kenmerken, zoals achteruit afgespeelde gitaren.
Frusciante nam het album alleen op en mixte, producete en masterde het ook zelf. De rechten van het album behoorden eigenlijk aan het label van de Chili Peppers, Warner Bros, vanwege een clausule in Frusciantes contract. Warner zag echter niks in het album en gaf de rechten aan Rick Rubins American Recordings. De titel slaat komt van Niandra LaDes, een vrouwelijk karakter in de film Desert in the Shape.

## Uitgave en recensie
Het album werd op 8 maart 1994 uitgegeven op American Recordings. Hoewel er niet veel recensies van het album zijn, werd het album door critici over het algemeen goed ontvangen. Het tijdschrift Billboard merkte op dat fans van de Chili Peppers misschien ontmoedigd zouden zijn door het extreme experimentalisme op het album. Een vertegenwoordiger van American Recordings zag niet hoe het album enig mainstream succes kon hebben. Er waren zelfs winkels die weigerden het album te verkopen. Steve Huey van Allmusic gaf het album vier van vijf sterren.

## Nasleep
Nadat het album uitgebracht was, gaf Frusciante drie kleine optredens in de Viper Room en gaf enkele interviews met tijdschriften. Hij wilde eigenlijk nog gaan toeren met een strijkkwartet voor het album, maar dit ging niet door omdat hij geen muzikanten kon vinden die "begrepen waarom Ringo Starr zo'n goede drummer was, Stravinsky konden spelen en marihuana rookten".
Frusciantes drugsverslaving werd erger en erger. In het interview voor de VPRO in 1994 geeft hij trots toe een junkie te zijn. Een artikel in de New Times LA beschreef hem als een "skelet bedekt met dunne huid". Zijn tweede solo-album, Smile from the Streets You Hold, werd in 1997 uitgebracht. In 1998 kickte hij af en voegde zich opnieuw bij de Red Hot Chili Peppers. Niandra LaDes and Usually Just a T-Shirt en Smile From the Streets You Hold werden door Frusciante in 1999 uit de handel gehaald. Later heeft Frusciante Niandra LaDes and Usually Just a T-Shirt opnieuw uitgebracht, met Smile From the Streets You Hold is dat nog niet gebeurd.

## Tracklijst

### Niandra Lades
1. As Can Be – 2:57
2. My Smile Is a Rifle – 3:48
3. Head (Beach Arab) – 2:05
4. Big Takeover (Bad Brains) – 3:18
5. Curtains – 2:30
6. Running Away into You – 2:12
7. Mascara – 3:40
8. Been Insane – 1:41
9. Skin Blues – 1:46
10. Your Pussy's Glued to a Building on Fire – 3:17
11. Blood on My Neck From Success – 3:09
12. Ten to Butter Blood Voodoo – 1:59

### Usually Just a T-Shirt
1. Untitled #1 – 0:34
2. Untitled #2 – 4:21
3. Untitled #3 – 1:50
4. Untitled #4 - 1:38
5. Untitled #5 – 1:30
6. Untitled #6 – 1:29
7. Untitled #7 – 1:42
8. Untitled #8 – 7:55
9. Untitled #9 – 7:04
10. Untitled #10 – 0:25
11. Untitled #11 – 1:51
12. Untitled #12 – 5:27
13. Untitled #13 – 1:52

De cassettetape van het album bevat nog twee extra nummers, die niet meer op de cd pasten, Ants en Usually Just a T-Shirt.